# Semboku série 7000
La série 7000 Semboku (大阪府都市開発7000系電車, Ōsakafutoshikaihatsu 7000-kei densha) est un modèle de train de banlieue en unité multiple exploité par l'opérateur ferroviaire privé Semboku Rapid Railway, filiale de Nankaï, sur la ligne Semboku , dans la banlieue sud d'Osaka, au Japon. Elle opère sur la même ligne que les Séries 5000 du même opérateur. Elle a été conçue dans le but de remplacer les Séries 100 dont le vieillissement était accéléré par une forte utilisation.

## Aperçu
Le corps est en alliage d'aluminium et présente une conception arrondie (nez et bord de fenêtres), tranchant avec les faces carrées des modèles plus anciens.
Les rames ont été fabriquées uniquement par Kawasaki Heavy Industries et livrées entre 1996 et 1998. Elles ont commencé leur exploitation commerciale en 1996.

## Caractéristiques

### Caractéristiques intérieures

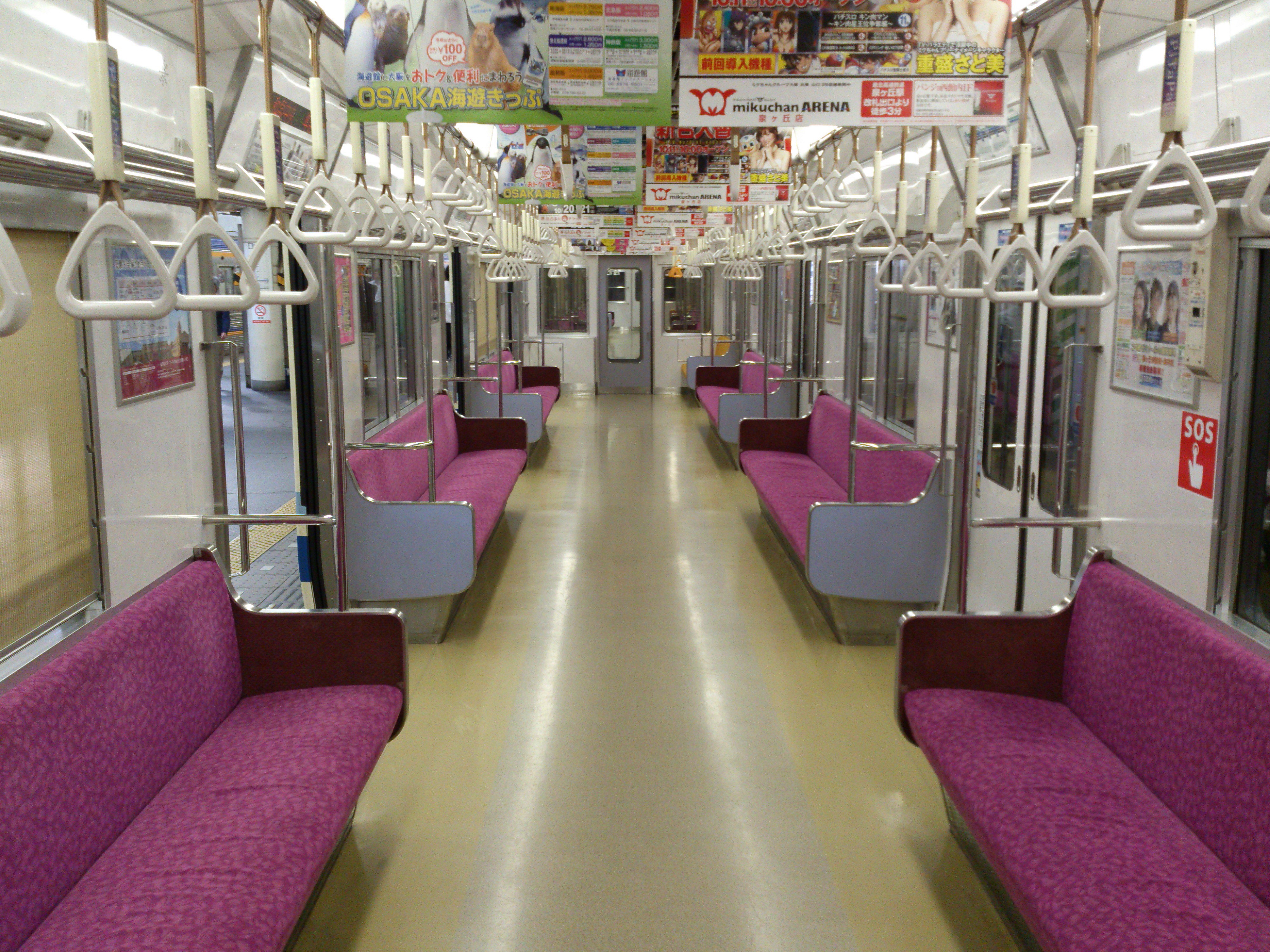
Interieur de la rame

L'organisation des places assises est en longitudinal, ce qui est habituel au Japon pour les lignes de banlieue. Des emplacements porte- bagages sont présents au-dessus des sièges.
Une organisation intérieure et des couleurs similaires aux séries 5000 ont été choisies.
Un espace UFR est présent dans la voiture de tête.

### Caractéristiques extérieures

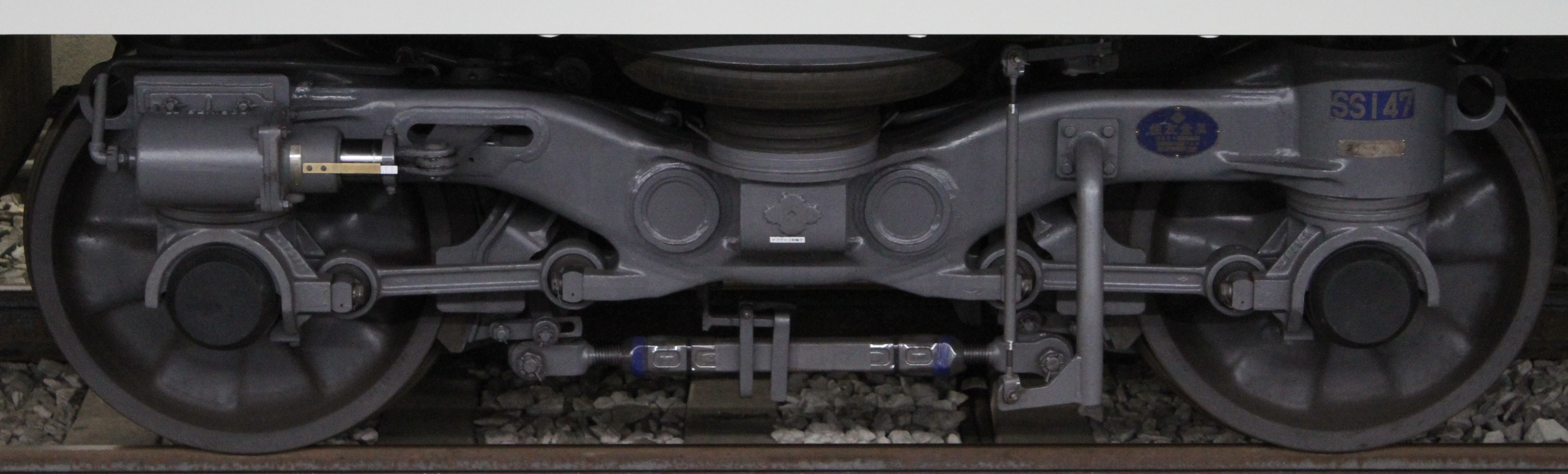
Bogie Sumitomo

Un nouveau pantographe à bras unique a été adopté, contrairement aux anciens pantographes en losange utilisés sur la série 5000 précédente.
Une porte extérieure à double battant est utilisée à l'avant, ce qui permet de d'interconnecter les rames entre elles.

## Formations
De 1996 à 1998, une rame à 6 voitures et 5 rames à 4 voitures ont été fabriquées par Kawasaki Heavy Industries, soit 26 voitures.
En mars 2017 une réorganisation a lieu. Il y a deux trains à 6 voitures, 3 trains à 4 voitures et un train à 2 voitures (rame 7550).
- Formation à 6 voitures

|                  | Modèle:TrainDirection |               |                       |                                                                                 |                           |                |           |                                           |
| Formation        | Kuha7500 (Tc1)        | Moha7000 (M1) | Moha7100 (M2)         | Saha7600 (T)                                                                    | Moha7200 (M3)             | Kuha7500 (Tc2) | Livraison | Remarques                                 |
| numéro formation | 7501                  | 7001          | 7101                  | 7601                                                                            | 7201                      | 7502           | 12/6/1996 |                                           |
| numéro formation | 7509                  | 7005          | 7105                  | 7602 (ancienne・7106)                                                           | 7202 (anciennement・7006) | 7510           | 8/05/1998 | Pelliculllage Pachinko（2009～juin 2013） |
| Remarques        |                       |               | climatisation allégée | Si la formation est composée de 8 voitures la voiture 4 est reservée aux femmes |                           |                |           |                                           |

- Formation à 4 voitures

|                        | Modèle:TrainDirection |               |                       |                                                                                 |            |
| Formation              | Kuha7500 (Tc1)        | Moha7000 (M1) | Moha7100 (M2)         | Kuha7500 (Tc2)                                                                  | Livraison  |
| Numéro de la formation | 7503                  | 7002          | 7102                  | 7504                                                                            | 12/06/1996 |
| Numéro de la formation | 7505                  | 7003          | 7103                  | 7506                                                                            | 27/03/1997 |
| Numéro de la formation | 7507                  | 7004          | 7104                  | 7508                                                                            | 27/03/1997 |
| Remarques              |                       |               | climatisation allégée | Si la formation est composée de 8 voitures la voiture 4 est reservée aux femmes |            |

- Formation à 2 voitures

|                     | Modèle:TrainDirection     |                           |           |            |
| Formation           | Kuha7551 (Tc)             | Moha7552 (Mc)             | Livraison | Renovation |
| Numéro de formation | 7551 (anciennement・7511) | 7752 (anciennement・7512) | 8/05/1998 | 2004       |

Information: 
- MoHa ou Moha (モハ) →Motrice sans cabine
- SaHa ou Saha (サハ) →Remorque sans cabine
- KuHa ou Kuha (クハ) →Remorque avec cabine
- KuMoHa ou Kumoha (クモハ) →Motrice avec cabine

## Galerie de photographies

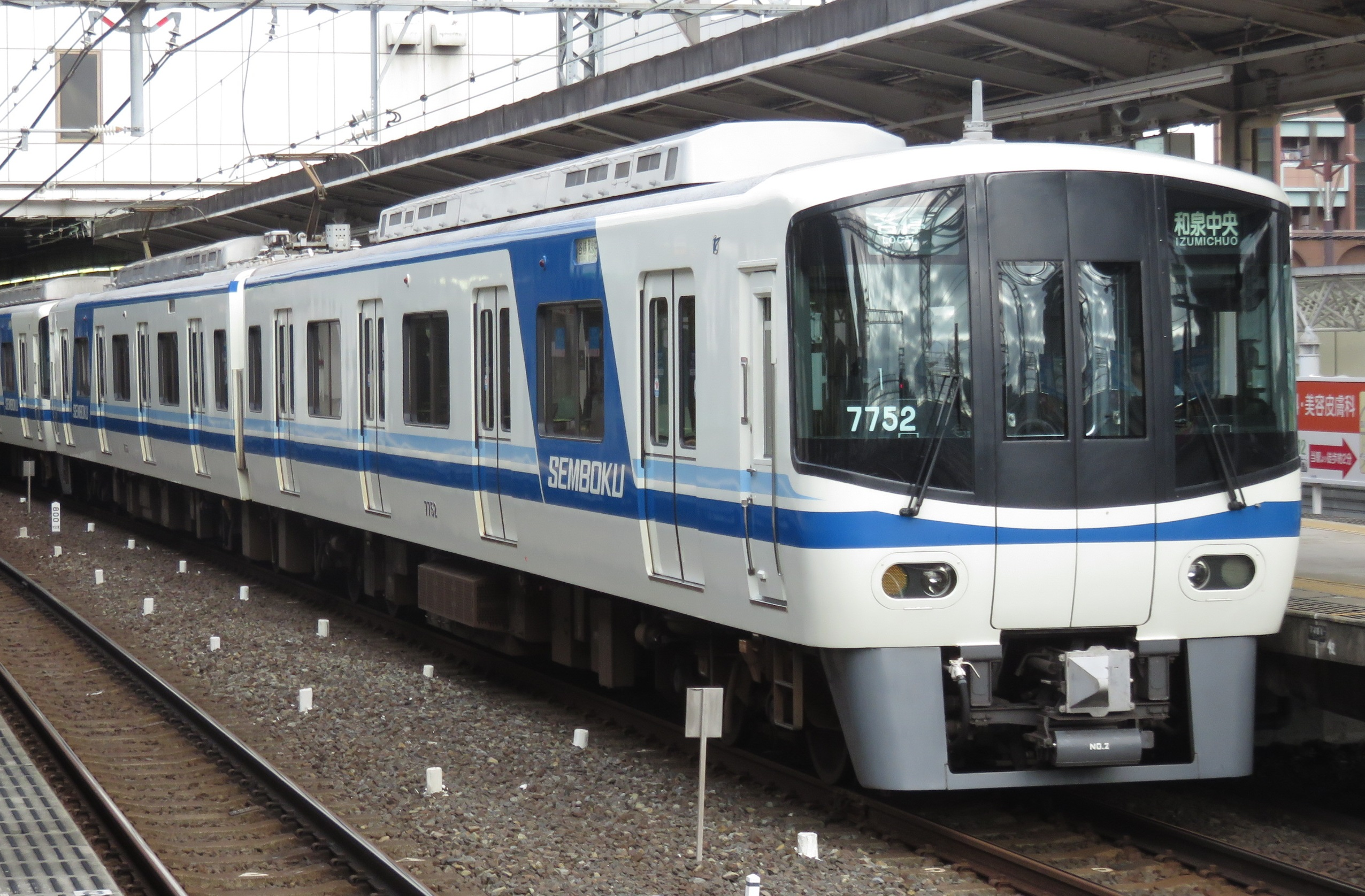
Formation à deux caisse 75550